# Beweihräucherung
Dieser Artikel wurde auf der Qualitätssicherungsseite des Portals Soziologie eingetragen. Dies geschieht, um die Qualität der Artikel aus dem Themengebiet Soziologie auf ein akzeptables Niveau zu bringen. Hilf mit, die inhaltlichen Mängel dieses Artikels zu beseitigen, und beteilige dich an der Diskussion. (Artikel eintragen)
Beweihräucherung (fachsprachlich Inzens) bezeichnet umgangssprachlich das feierliche Beräuchern einer Kirche mit dem Rauch glimmenden Weihrauchs durch Schwingen eines Weihrauchfasses.
Übertragen bezeichnet Beweihräucherung abwertend eine unangemessene, überschwängliche Glorifizierung einer Person oder einer Sache. 
Bei Eigenlob spricht man auch von Selbstbeweihräucherung.